# Carlos Bueno
Carlos Éber Bueno Suárez (Artigas, Uruguay; 10 de mayo de 1980) es un exjugador de fútbol uruguayo que se desempeñaba como centrodelantero. Actualmente es director técnico de Artigas SAD. En 2024 logró el ascenso a la Segunda División Profesional.

## Trayectoria
Carlos Bueno debutó como profesional en 1999 en Peñarol, donde tuvo un largo pasaje convirtiendo gran cantidad de goles en diversos partidos y especialmente en aquellos contra el rival del aurinegro, Nacional. En ese período, Peñarol, que además de Bueno contaba con José Luis Chilavert entre otros, consiguió el título de Primera División de Uruguay en 1999 y en 2003.
En 2005 abandonó el club y hasta 2007 tuvo un paso por Europa en los equipos París Saint-Germain de Francia y Sporting de Lisboa de Portugal. Tras ese período retornó al Río de la Plata para vestir la camiseta de Boca Juniors de Argentina, donde marcó un solo gol contra Arsenal de Sarandí en el Torneo Apertura 2007. Tras un breve período en el xeneize volvió a fichar para Peñarol en 2008, donde consiguió llegar a la final del Campeonato Uruguayo 2007-08, en la que perdió contra Defensor Sporting. En julio de 2009 dejó nuevamente el club.

### Real Sociedad
Comenzó la temporada tarde por problemas con su pase de Peñarol y acusó durante partes de la campaña falta de forma y de olfato goleador, pero el uruguayo acabó sobreponiéndose a estos problemas y se convirtió en el máximo goleador del equipo y en el delantero centro de referencia del equipo txuriurdin. Su garra y sus actuaciones en los últimos partidos de la campaña, en las que tras recuperarse de una importante lesión marcó un gol en el partido que certificó el ascenso del equipo vasco a la Primera División.
Sin embargo, una semana después de finalizar el campeonato, el club anunció que Bueno regresaría a Peñarol tras finalizar la cesión. Aunque no se descartó ficharlo para la temporada siguiente, la dirección deportiva del club no lo consideró un objetivo prioritario. La Real Sociedad reforzó su delantera finalmente con los fichajes de Joseba Llorente, Raúl Tamudo y Diego Ifrán, y Bueno quedó definitivamente desligado de la Real Sociedad. El paso de Bueno por la Real Sociedad se tradujo en 34 partidos oficiales y 12 goles. De ellos jugó 1 partido de Copa del Rey y 33 partidos en la Segunda División, donde marcó sus 12 goles.

### Universidad de Chile
El 8 de agosto de 2010 firmó por el club chileno Universidad de Chile a cambio de US$1.100.000 pagados por el equipo laico, de los cuales US$350.000 mil fueron para rescindir su contrato con Peñarol y los restantes US$750.000 para adquirir la totalidad del pase del goleador. Llegó como reemplazo del también goleador uruguayo Juan Manuel Olivera, quien había partido al Al-Shabab de Arabia Saudita por US$3.000.000.
Debutó oficialmente por Universidad de Chile el 12 de agosto de 2010, reemplazando en el segundo tiempo a Diego Rivarola en la victoria por 2:0 sobre Municipal Iquique en el partido de ida por la definición del tercer cupo chileno para la Copa Libertadores 2011.
Su primer gol en el club lo marcó frente a Everton de Viña del Mar por el campeonato nacional el 15 de agosto de 2010, en la victoria por 5:1 en el Estadio Francisco Sánchez Rumoroso de Coquimbo, Chile.

### Querétaro
En diciembre de 2010 fichó por el club mexicano Querétaro Fútbol Club, firmando un contrato por 3 años por un valor de 700.000 dólares. En su primer torneo en México marcó nueve goles, quedando como el tercer mejor anotador de la liga mexicana acompañado de otros jugadores que concretaron la misma cantidad de goles. En el Torneo Apertura 2011 quedó igualado en segundo lugar de goleo con diez anotaciones, siendo así el máximo goleador de Gallos Blancos de Querétaro con 21 goles en total. Fue pieza fundamental para que su equipo llegara a la semifinal del Apertura 2011, convirtiendo dos goles en la Liguilla.

### San Lorenzo
El 3 de enero del año 2012 Bueno se convirtió en jugador de San Lorenzo de Almagro, a préstamo por un año. Debutó oficialmente en el club de Boedo en un partido con el Club Atlético Lanús, en el que marcó su primer gol con la camiseta del Ciclón. Marcó ocho goles con San Lorenzo, de los cuales dos fueron decisivos en la Promoción frente a Instituto de Córdoba (anteriormente frente a San Martín de SJ  había convertido 2 goles que evitaron el descenso directo de San Lorenzo) en la que finalmente el conjunto de Boedo evitó el descenso a la Primera B Nacional. San Lorenzo lo recuerda con buena estima.
Finalizado el campeonato, Bueno fue presentado el martes 10 de julio como el último refuerzo del Querétaro Fútbol Club para jugar el Apertura 2012 para intentar ayudar al club a salir de la situación de descenso en la que se encontraba.

### Universidad Católica
El 3 de enero de 2013 Cruzados llegó a un principio de acuerdo con el jugador para sumarse a la Universidad Católica. Al día siguiente fue presentado oficialmente frente a los medios de prensa, convirtiéndose en el primer refuerzo de la "UC" para la Torneo de Transición 2013. Bueno llegó como jugador libre por un semestre, con opción de extender su contrato por seis meses más. Su llegada al club cruzado fue por expresa petición del director técnico, Martín Lasarte, quien lo había dirigido en la Real Sociedad. Marcó su primer gol con la UC el 10 de febrero de 2013 ante Rangers. Posteriormente marcó dos goles a Antofagasta.

### Belgrano
Luego de rumores que lo vinculaban con Godoy Cruz, el 4 de julio de 2013 se confirma que llega al equipo cordobés a préstamo por un año.

### San Martín
A pesar de que se rumoreaba y él mismo aclaró que quería jugar en Unión , el 7 de julio de 2014 firma con el club sanjuanino , cuando este se encontraba jugando la B nacional, ya que al confirmarse que 10 equipos ascenderían a la primera división, la dirigencia sanjuanina contrató varios jugadores. Dicho objetivo fue logrado el 7 de diciembre, siendo Carlos uno de los titulares de aquella inolvidable tarde .
El 22 de marzo de 2015 en un partido por la sexta fecha de campeonato de primera división contra su exequipo Boca, Bueno sufre una fractura de tibia y peroné en su pierna derecha luego de la violenta salida del arquero rival Agustín Orión, lesión que dio de hablar varios meses si fue con mala intención o no . El partido terminó 1 a 1.
El miércoles 9 de septiembre de 2015, Carlos vuelve a las canchas en un partido de reserva contra Vélez, donde jugó 45 minutos y anotó un gol.

### Sarmiento
En diciembre de 2015, firmó un contrato de 18 meses con Sarmiento de Junín.
El 8 de febrero de 2016, Carlos Bueno debuta con la camiseta de Sarmiento de Junín marcando el único tanto del partido, permitiéndole a su equipo imponerse por 1 a 0 frente a Vélez Sarsfield.
El 12 de marzo de 2016, rescindió el contrato en sarmiento de Junín por su irresponsabilidad según cuentan que él mismo discutió con unos hinchas en un boliche borracho a la madrugada y fue rescindido su contrato.

### Argentinos Juniors
Después de que Sarmiento de Junín le rescindiera su contrato por "actitudes poco profesionales", como ir a un boliche de la ciudad y pelearse con hinchas del equipo al que representaba, el 14 de marzo de 2016 "Charly" firmó contrato por 15 meses y se transformó en el nuevo refuerzo de Argentinos Juniors.

### Santa Tecla
En enero de 2017 firma contrato con Santa Tecla de El Salvador para jugar el torneo Clausura 2017. 
Cabe destacar que este es el campeón vigente del torneo. 
Al finalizar el torneo como campeón y habiendo anotado un gol en la final contra Alianza.

### Cerro Largo
En febrero de 2018 ficha por Cerro Largo que a finales de ese año ascendieron a la máxima categoría.
En 2019 anuncia su retiro del fútbol profesional.

## Selección nacional
Fue internacional con la Selección de Uruguay en 24 ocasiones, convirtiendo 13 goles en total.
| Competición                      | Selección             | Años                  | Part. | Goles | Prom. |
| -------------------------------- | --------------------- | --------------------- | ----- | ----- | ----- |
| Copa América 2004                | Uruguay               | 2004                  | 5     | 3     | 0,60  |
| Amistosos                        | Uruguay               | 2003-2009             | 6     | 4     | 0,66  |
| Eliminatorias Sudamericanas 2006 | Uruguay               | 2003-2005             | 5     | 2     | 0,40  |
| Eliminatorias Sudamericanas 2010 | Uruguay               | 2007-2009             | 8     | 4     | 0,50  |
| Total en la selección            | Total en la selección | Total en la selección | 24    | 13    | 0,54  |

### Participaciones en la selección sub-20
| Copa                        | Sede      | Resultado  | Partidos | Goles |
| --------------------------- | --------- | ---------- | -------- | ----- |
| Sudamericano Sub-20 de 1999 | Argentina | Subcampeón | 6        | 1     |

### Participaciones en Copa América
| Copa América      | Sede | Resultado    | Partidos | Goles |
| ----------------- | ---- | ------------ | -------- | ----- |
| Copa América 2004 | Perú | Tercer lugar | 5        | 3     |

## Clubes
| Club                   | País        | Año       | Partidos | Goles | Asistencias | Prom. |
| ---------------------- | ----------- | --------- | -------- | ----- | ----------- | ----- |
| Peñarol                | Uruguay     | 1999-2005 | 135      | 73    | 11          | 0.54  |
| París Saint-Germain    | Francia     | 2005-2006 | 16       | 2     | 1           | 0.13  |
| Sporting de Lisboa     | Portugal    | 2006-2007 | 16       | 5     | 1           | 0.31  |
| Boca Juniors           | Argentina   | 2007-2008 | 10       | 1     | 1           | 0.10  |
| Peñarol                | Uruguay     | 2008-2009 | 51       | 25    | 4           | 0.49  |
| Real Sociedad          | España      | 2009-2010 | 34       | 12    | 3           | 0.35  |
| Universidad de Chile   | Chile       | 2010      | 21       | 8     | 6           | 0.38  |
| Querétaro              | México      | 2011-2012 | 48       | 23    | 4           | 0.48  |
| San Lorenzo            | Argentina   | 2012      | 17       | 8     | 1           | 0.47  |
| Querétaro FC           | México      | 2012-2013 | 11       | 2     | 3           | 0.18  |
| Universidad Católica   | Chile       | 2013      | 12       | 5     | 1           | 0.42  |
| Belgrano de Córdoba    | Argentina   | 2013-2014 | 31       | 3     | 3           | 0.1   |
| San Martín de San Juan | Argentina   | 2014-2015 | 30       | 7     | 6           | 0.23  |
| Sarmiento de Junín     | Argentina   | 2016      | 5        | 3     | 0           | 0.6   |
| Argentinos Juniors     | Argentina   | 2016      | 8        | 2     | 0           | 0.25  |
| Liverpool FC           | Uruguay     | 2016-2017 | 14       | 4     | 1           | 0.29  |
| Santa Tecla            | El Salvador | 2017      | 19       | 6     | 1           | 0.32  |
| Cerro Largo            | Uruguay     | 2018-2019 | 25       | 7     | 1           | 0.37  |
| Total                  | Total       | Total     | 506      | 196   | 48          | 0.39  |

### Tripletes
| Partidos en los que anotó tres o más goles | Partidos en los que anotó tres o más goles | Partidos en los que anotó tres o más goles | Partidos en los que anotó tres o más goles | Partidos en los que anotó tres o más goles | Partidos en los que anotó tres o más goles | Partidos en los que anotó tres o más goles |
| N.º                                        | Fecha                                      | Estadio                                    | Partido                                    | Goles                                      | Resultado                                  | Competición                                |
| ------------------------------------------ | ------------------------------------------ | ------------------------------------------ | ------------------------------------------ | ------------------------------------------ | ------------------------------------------ | ------------------------------------------ |
| 1                                          | 18 de diciembre de 2000                    | Estadio Centenario, Montevideo             | Peñarol - Rentistas                        |                                            | 6 - 0                                      | Liguilla Pre-Libertadores 2000             |
| 2                                          | 24 de mayo de 2003                         | Estadio Centenario, Montevideo             | Peñarol - Fénix                            |                                            | 6 - 3                                      | Torneo Apertura 2003                       |
| 3                                          | 14 de junio de 2003                        | Estadio Miguel Campomar, Colonia           | Deportivo Colonia - Peñarol                |                                            | 0 - 6                                      | Torneo Apertura 2003                       |
| 4                                          | 2 de mayo de 2004                          | Estadio Centenario, Montevideo             | Peñarol - Cerro                            |                                            | 4 - 1                                      | Torneo Clasificatorio 2004                 |
| 5                                          | 4 de febrero de 2007                       | Estadio José Alvalade, Lisboa              | Sporting de Lisboa - CD Nacional           |                                            | 5 - 1                                      | Primeira Liga 2006-07                      |
| 6                                          | 16 de marzo de 2008                        | Estadio Centenario, Montevideo             | Peñarol - Bella Vista                      |                                            | 6 - 0                                      | Torneo Clausura 2008                       |
| 7                                          | 5 de junio de 2010                         | Estadio Nuevo Mirandilla, Cádiz            | Cádiz - Real Sociedad                      |                                            | 1 - 3                                      | Segunda División 2009-10                   |
| 8                                          | 10 de septiembre de 2011                   | Estadio Corregidora, Querétaro             | Querétaro - Pumas UNAM                     |                                            | 4 - 0                                      | Torneo Apertura 2011                       |

## Palmarés

### Torneos nacionales
| Título                      | Club                | País        | Año     |
| --------------------------- | ------------------- | ----------- | ------- |
| Torneo Clausura             | Peñarol             | Uruguay     | 1999    |
| Campeonato Uruguayo         | Peñarol             | Uruguay     | 1999    |
| Torneo Clasificatorio       | Peñarol             | Uruguay     | 2001    |
| Torneo Clasificatorio       | Peñarol             | Uruguay     | 2002    |
| Torneo Clausura             | Peñarol             | Uruguay     | 2003    |
| Campeonato Uruguayo         | Peñarol             | Uruguay     | 2003    |
| Liguilla Pre-Libertadores   | Peñarol             | Uruguay     | 2004    |
| Copa de Francia             | París Saint-Germain | Francia     | 2005-06 |
| Copa de Portugal            | Sporting            | Portugal    | 2006-07 |
| Torneo Clausura             | Peñarol             | Uruguay     | 2008-09 |
| Segunda División de España  | Real Sociedad       | España      | 2009-10 |
| Torneo Clausura             | Santa Tecla         | El Salvador | 2017    |
| Segunda División de Uruguay | Cerro Largo         | Uruguay     | 2018    |

## Como entrenador

### Torneos nacionales
| Título                   | Club        | País    | Año  |
| ------------------------ | ----------- | ------- | ---- |
| Primera División Amateur | C A Artigas | Uruguay | 2024 |

### Distinciones individuales
| Distinción                                                | Año  |
| --------------------------------------------------------- | ---- |
| Máximo goleador de la Liguilla Pre-Libertadores (7 goles) | 2000 |
| Máximo goleador del Campeonato Uruguayo (26 goles)        | 2004 |
| Máximo goleador de la Liguilla Pre-Libertadores (3 goles) | 2004 |
| Gol más Rápido en la Copa Sudamericana (14 segundos)      | 2004 |